# Скрипилёв, Евгений Алексеевич
Евге́ний Алексе́евич Скрипилёв (24 декабря 1918 года, село Мостовое, Купянский уезд, Харьковская губерния, Украинская Народная Республика — 21 сентября 2006 года, Москва, Российская Федерация) — советский и российский правовед, доктор юридических наук, профессор, заслуженный деятель науки Российской Федерации (1995).

## Биография
Евгений Скрипилёв родился в селе Мостовое Купянского уезда Харьковской губернии (ныне Харьковская область Украины). В 1940 году окончил Военно-юридическую академию Рабоче-крестьянской Красной Армии в Москве.
В 1943 году поступил в адъюнктуру кафедры теории и истории государства и права Военно-юридической академии. В 1948 году защитил кандидатскую диссертацию на тему «Военное право Древнего Рима в VI—III вв. до н. э.», научным руководителем Скрипилёва был Степан Фёдорович Кечекьян.
После поступления в адъюнктуру ВЮА начал преподавательскую деятельность, работал на юридическом факультете Московского государственного университета, Военно-юридической академии и Военно-политической академии имени В. И. Ленина.
В 1964 году Скрипилёв стал работать в Институте государства и права Академии наук Советского Союза, был заведующим одним из секторов данного учреждения, а затем работал главным научным сотрудником. Здесь же он защитил докторскую диссертацию «Карательная политика Временного правительства и аппарат её проведения, март — октябрь 1917 года».